# Tormod Frostad
Tormod Frostad (ur. 29 sierpnia 2002) – norweski narciarz dowolny specjalizujący się w slopestyle'u i big airze, olimpijczyk z Pekinu 2022.

## Udział w zawodach międzynarodowych
| Impreza                        | Rok  | Miejsce  | Konkurencja | Miejsce |                      |      |       |         |     |
| ------------------------------ | ---- | -------- | ----------- | ------- | -------------------- | ---- | ----- | ------- | --- |
| Impreza                        | Rok  | Miejsce  | Konkurencja | Miejsce | Igrzyska olimpijskie | 2022 | Pekin | big air | 12. |
| slopestyle                     | 25.  |          |             |         | Igrzyska olimpijskie | 2022 | Pekin |         |     |
| Igrzyska olimpijskie młodzieży | 2020 | Lozanna  | big air     | 5.      |                      |      |       |         |     |
| Igrzyska olimpijskie młodzieży | 2020 | Lozanna  | slopestyle  | 20.     |                      |      |       |         |     |
| Mistrzostwa świata juniorów    | 2018 | Cardrona | big air     | 11.     |                      |      |       |         |     |
| Mistrzostwa świata juniorów    | 2018 | Cardrona | slopestyle  | 38.     |                      |      |       |         |     |
| Mistrzostwa świata juniorów    | 2019 | Kläppen  | big air     | 18.     |                      |      |       |         |     |
| Mistrzostwa świata juniorów    | 2019 | Kläppen  | slopestyle  | 21.     |                      |      |       |         |     |